# Charanyca renata
Charanyca renata är en fjärilsart som beskrevs av Lenz. Charanyca renata ingår i släktet Charanyca och familjen nattflyn. Inga underarter finns listade i Catalogue of Life.